# Mark Knowles (hockeyer)
Mark William Knowles (Rockhampton, 3 oktober 1984) is een Australisch hockeyer. Hij werd in januari 2015 uitgeroepen tot World Hockey Player of the Year van 2014.
Knowles speelde met de Australische hockeyploeg op drie Olympische Spelen. Op 20-jarige leeftijd won hij met het team goud tijdens de Olympische Spelen in 2004. Op de Spelen van 2008 en 2012 won hij de bronzen plak. 
In zijn eigen land speelde de verdediger voor de Queensland Blades. In 2010-2011 speelde Knowles in de Nederlandse Hoofdklasse in het shirt van HC Rotterdam. Hierna vertrok hij naar Australië om zich voor te bereiden voor de Spelen. In 2012 keerde de speler weer terug naar Rotterdam.
Knowles is de zwager en een goede vriend van Jamie Dwyer. Hij werd in 2007 benoemd tot Young Player of the Year door de FIH.
In 2014 won hij met de Australische ploeg het WK hockey in Den Haag. Knowles werd ook verkozen tot de beste speler van het WK. Nederland eindigde op de tweede plaats.

## Onderscheidingen
- 2007 – FIH Junior Player of the World
- 2014 – FIH World Player of the Year